# Max Chopard

Max Chopard (1971)

Max Chopard (* 23. November 1929 in Untersiggenthal; † 24. Januar 2009) war ein Schweizer Politiker der Sozialdemokratischen Partei.
Nach der Lehre als Radiomonteur und der Weiterbildung zum Konstrukteur war Chopard von 1958 bis 1992 Mitarbeiter des Schweizer Fernsehens. Von 1965 bis 1974 sass er im Grossen Rat des Kantons Aargau, ab 1969 war er Nationalrat. Als er 1987 nicht wiedergewählt wurde, zog er sich aus der Politik zurück. Seine politischen Schwerpunkte waren die Sozial-, Bildungs- und Verkehrspolitik.
Chopard war verheiratet und hatte sechs Kinder. Sein Sohn Max Chopard-Acklin gehörte dem Nationalrat von 2009 bis 2015 an.